# Epirixanthes papuana
Epirixanthes papuana är en jungfrulinsväxtart som beskrevs av J. J. Smith. Epirixanthes papuana ingår i släktet Epirixanthes och familjen jungfrulinsväxter. Inga underarter finns listade i Catalogue of Life.